# 磨儿滩水库
磨儿滩水库是中国四川省南充市高坪区境内的一座水库，位于嘉陵江支流螺溪河上，建于1960年。水库正常库容为787万立方米，集雨面积为27平方千米，海拔为341.42米。